# Hemsleya mitrata
Hemsleya mitrata är en gurkväxtart som beskrevs av Cheng Yih Wu och C.L. Chen. Hemsleya mitrata ingår i släktet Hemsleya och familjen gurkväxter. Inga underarter finns listade i Catalogue of Life.